# Liste der Biografien/Zel
Liste der Biografien |
Portal Biografien |
Personensuche
# |
A |
B |
C |
D |
E |
F |
G |
H |
I |
J |
K |
L |
M |
N |
O |
P |
Q |
R |
S |
T |
U |
V |
W |
X |
Y |
Z |
?
 
Za |
Zb |
Zc |
Zd |
Ze |
Zf |
Zg |
Zh |
Zi |
Zj |
Zk |
Zl |
Zm |
Zn |
Zo |
Zr |
Zs |
Zu |
Zv |
Zw |
Zy |
Zz
 
Zea |
Zeb |
Zec |
Zed |
Zee |
Zef |
Zeg |
Zeh |
Zei |
Zej |
Zek |
Zel |
Zem |
Zen |
Zeo |
Zep |
Zeq |
Zer |
Zes |
Zet |
Zeu |
Zev |
Zew |
Zey |
Zez
Die Liste der Biografien führt alle Personen auf, die in der deutschsprachigen Wikipedia einen Artikel haben. Dieses ist eine Teilliste mit 410 Einträgen von Personen, deren Namen mit den Buchstaben „Zel“ beginnt.

## Zel

### Zela
- Zela, Nadja (* 1971), Schweizer Singer-Songwriterin
- Zela, Vaçe (1939–2014), albanische Sängerin
- Zelada, Francesco Saverio de (1717–1801), italienischer Kardinal
- Zelada, Héctor (* 1958), argentinischer Fußballspieler
- Zelada, Víctor (1945–2023), chilenischer Fußballspieler
- Zelalem, Gedion (* 1997), US-amerikanischer Fußballspieler
- Zelarayán, Lucas (* 1992), armenisch-argentinischer Fußballspieler
- Zelaya Fiallos, José Jerónimo de (* 1780), Jefe Supremo der Provinz Honduras
- Zelaya y Ayes, José Francisco (1798–1848), Präsident von Honduras
- Zelaya, Héctor (* 1957), honduranischer Fußballspieler
- Zelaya, José Santos (1853–1919), nicaraguanischer Politiker, Präsident von Nicaragua (1893–1910)
- Zelaya, Manuel (* 1952), honduranischer StaatspräsidentManuel Zelaya (* 1952)

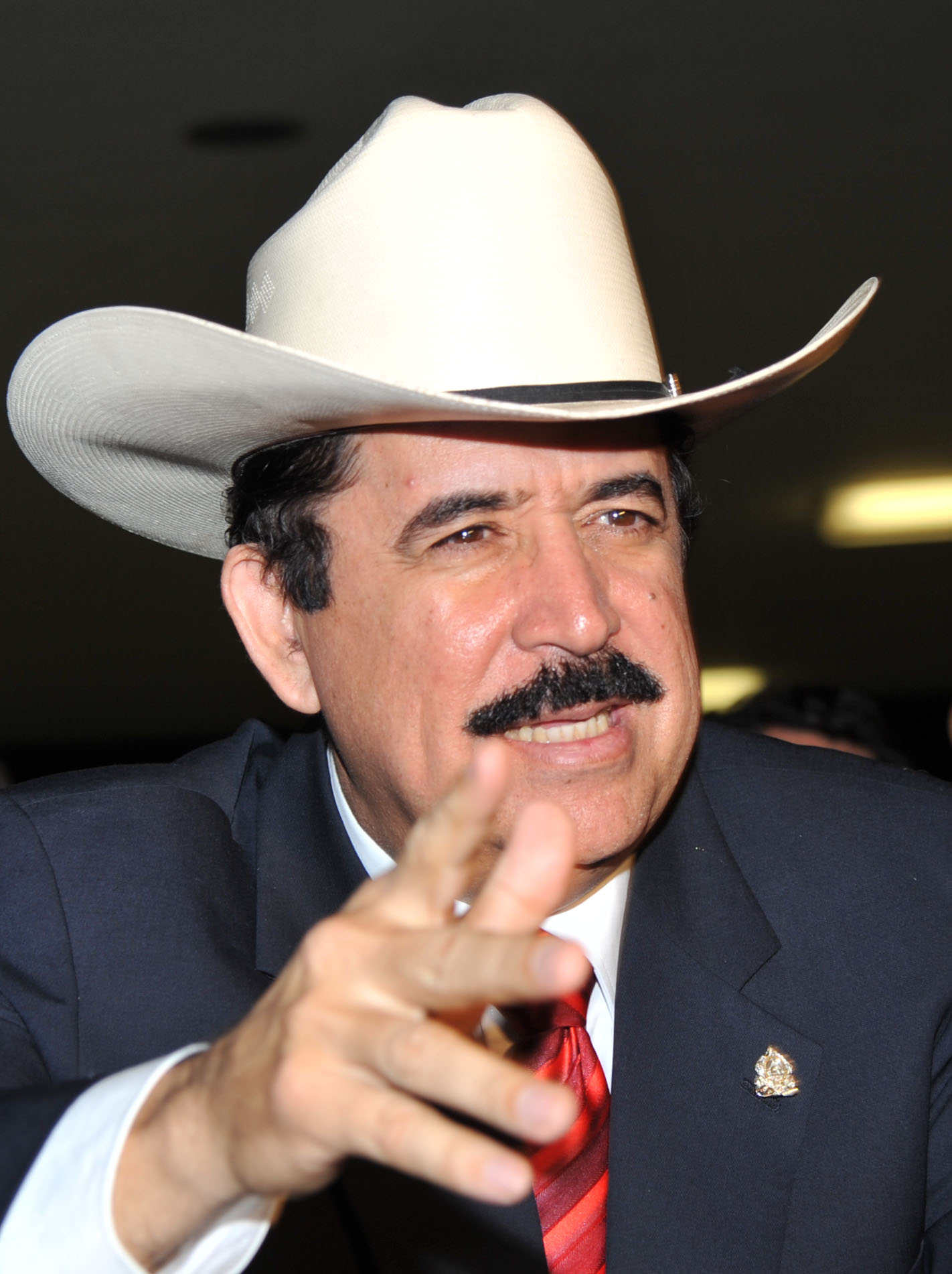
Manuel Zelaya (* 1952)

- Zelaya, Nelson (* 1973), paraguayischer Fußballspieler
- Żelaziewicz, Rudolf (1811–1874), polnisch-russischer Architekt und Hochschullehrer
- Zelazko, Piotr (* 1976), polnischer Geistlicher und Patriarchalvikar des Lateinischen Patriarchats von Jerusalem
- Żelazko, Wiesław (* 1933), polnischer Mathematiker
- Żelazny, Eryk (* 1943), polnischer Leichtathlet
- Zelazny, Roger (1937–1995), US-amerikanischer Schriftsteller

### Zelb
- Zelbel, Patrick (* 1993), deutscher Schachspieler

### Zelc
- Zelch, John (1860–1935), US-amerikanischer Politiker deutscher Herkunft
- Zelčić, Robert (* 1965), kroatischer Schachspieler und -trainer
- Zelčius, Leonardas (1928–2015), litauischer Theater- und Filmschauspieler
- Zelck, Ante (* 1963), deutscher Unternehmer und Hostelpionier
- Zelck, Friedrich (1860–1945), deutscher Jurist, Verwaltungsbeamter und Bürgermeister

### Zeld
- Zeldenrust, Furhgill (* 1989), niederländischer Fußballspieler
- Zeldenrust, Salomon (1884–1958), niederländischer Fechter
- Zelder, Ignatius van (* 1741), niederländischer Mediziner und praktischer Arzt
- Zeldin, Lee (* 1980), US-amerikanischer PolitikerLee Zeldin (* 1980)

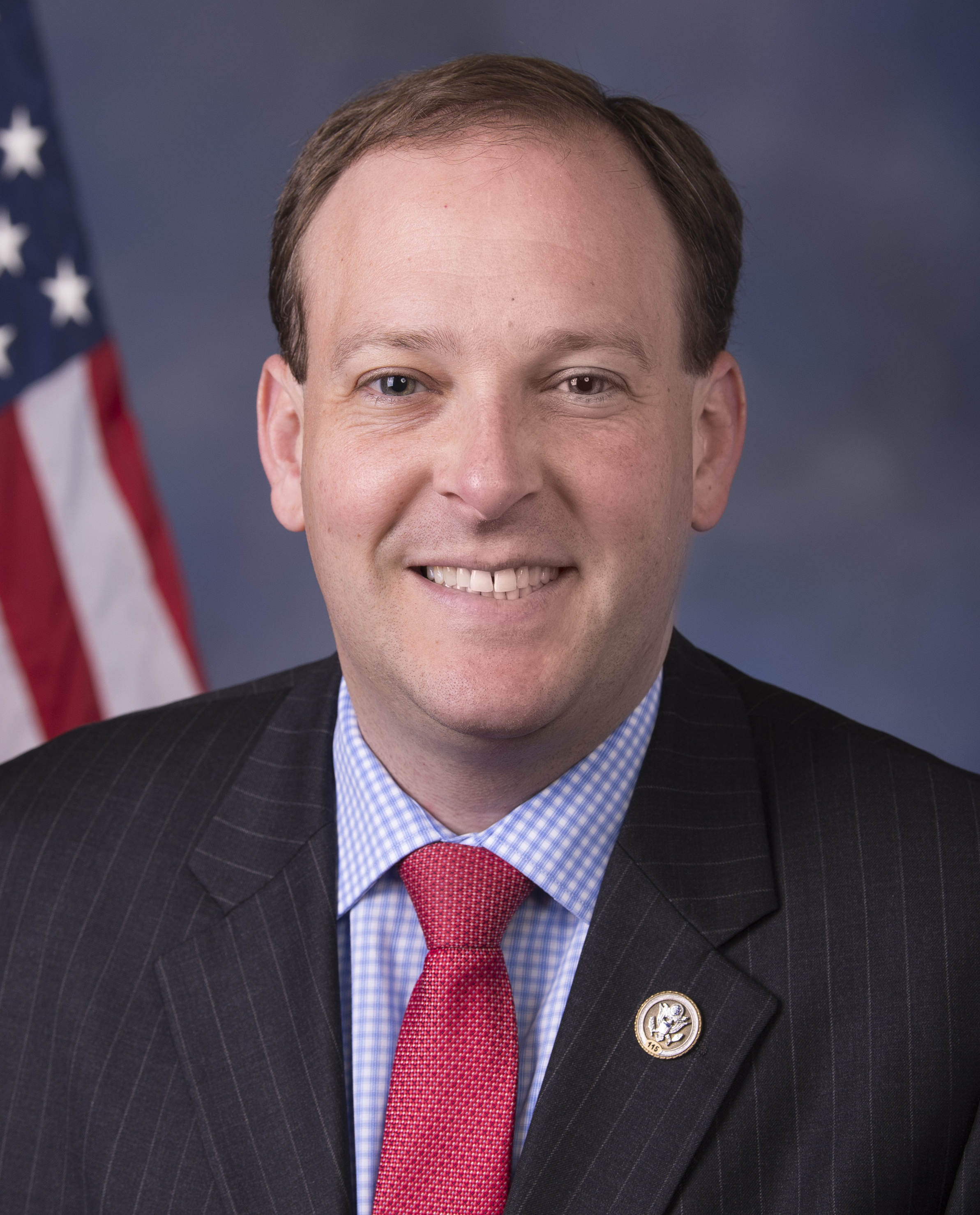
Lee Zeldin (* 1980)

- Zeldin, Theodore (* 1933), britischer Historiker, Soziologe und Philosoph
- Zelditch, Steven (1953–2022), US-amerikanischer Mathematiker

### Zele
- Zele, Gabor (1954–2021), ungarischer Fußballspieler
- Zelebor, Johann (1815–1869), österreichischer Naturforscher, Illustrator und Zoologe
- Zeledón, Benjamín (1879–1912), nicaraguanischer Jurist, Politiker und Militär
- Zelek, Kazimierz (1937–2019), polnischer Skilangläufer
- Zeleke, Samuel (* 1999), äthiopischer Mittelstreckenläufer
- Zelem, Katie (* 1996), britische Fußballspielerin
- Zelemele (* 1975), türkischer Sänger und Komponist
- Zelenay, Igor (* 1982), slowakischer Tennisspieler
- Zelenčík, Ján (* 1979), slowakischer Skispringer
- Zelenika, Oliver (* 1993), kroatischer Fußballspieler
- Zelenka, František (* 1904), tschechischer Bühnenbildner, Architekt, Innenarchitekt und Opfer des Holocausts
- Zelenka, Franz (1886–1960), österreichischer Politiker (SdP), Abgeordneter zum Nationalrat
- Zelenka, Istvàn (1936–2022), ungarisch-schweizerischer Komponist
- Zelenka, Jan Dismas († 1745), böhmischer Komponist des Spätbarock
- Zelenka, Joe (* 1976), US-amerikanischer American-Football-Spieler auf der Position des Long Snappers
- Zelenka, Ladislav (1881–1957), tschechischer Cellist
- Zelenka, Luděk (* 1973), tschechischer Fußballspieler
- Zelenka, Lukáš (* 1979), tschechischer Fußballspieler
- Zelenka, Maria (1895–1975), österreichische Schauspielerin
- Zelenka, Petr (* 1967), tschechischer Dramatiker, Szenarist und Regisseur
- Zelenka, Sarah (* 1987), US-amerikanische Ruderin
- Zelenka, Zdeněk (* 1954), tschechischer Drehbuchautor und Regisseur
- Zelenko, Herbert (1906–1979), US-amerikanischer Jurist und Politiker
- Zelenohorská, Jitka (* 1946), tschechische Schauspielerin
- Zelenović, Nemanja (* 1990), serbischer Handballspieler
- Żeleński, Władysław (1837–1921), polnischer Komponist
- Zelený, Jaroslav (* 1992), tschechischer Fußballspieler
- Zelepos, Ioannis (* 1967), griechischer Historiker und Neogräzist
- Zeler, Aline (* 1983), belgische Fußballspielerin
- Zelevinsky, Andrei (1953–2013), russisch-US-amerikanischer Mathematiker
- Zelewski, Emil von (1854–1891), preußischer Offizier kaschubischer Abstammung
- Zelewski, Stephan (* 1958), deutscher Betriebswirt
- Zeleznik, Damir (* 1980), bosnisch-slowenisch-österreichischer Basketballtrainer und ehemaliger -spieler
- Zelezny, Franz (1866–1932), österreichischer Bildhauer
- Železný, Jan (* 1966), tschechischer Speerwerfer und OlympiasiegerJan Železný (* 1966)

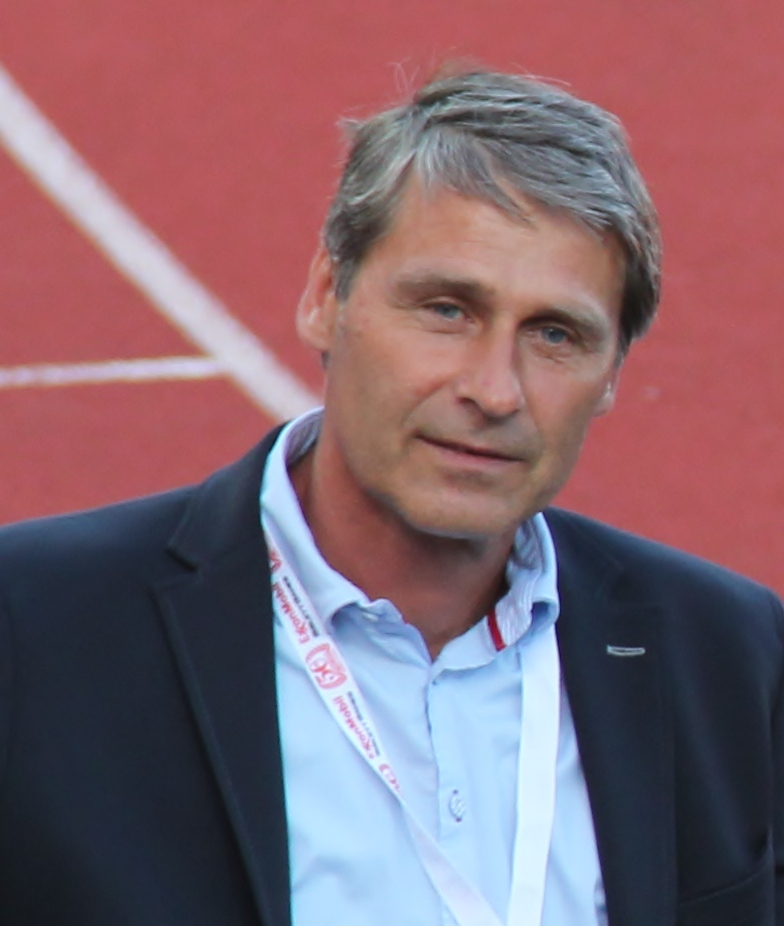
Jan Železný (* 1966)

- Železný, Sabrina (* 1986), deutsche Schriftstellerin und Übersetzerin
- Železný, Vladimír (* 1945), tschechischer Politiker, MdEP

### Zelf
- Zelfde, Annie van ’t (1913–2000), niederländische Jazz-Saxophonistin, Pianistin und Klarinettistin

### Zelg
- Zelger Thaler, Rosa (* 1957), italienische Politikerin
- Zelger, Anton (1914–2008), italienischer Politiker (SVP)
- Zelger, Arthur (1914–2004), österreichischer Designer
- Zelger, Franz (1864–1944), Schweizer Jurist, Historiker
- Zelger, Gabriel (1867–1934), deutscher römisch-katholischer Bischof
- Zelger, Josef (* 1940), österreichischer Sozialphilosoph und Wissenstheoretiker
- Zelger, Stefan (* 1995), italienischer Skilangläufer
- Zelger, Walter (1826–1874), Schweizer Politiker

### Zeli
- Zeliang, T. R. (* 1952), indischer Politiker
- Zelibor, Gustav (1903–1978), österreichischer Klavierbegleiter, Kapellmeister und Komponist
- Zelić, Gerasim (1752–1828), serbisch-orthodoxer Geistlicher, Diplomat und Schriftsteller
- Zelic, Matthias (* 1956), deutscher Schauspieler
- Zelic, Ned (* 1971), australischer Fußballspieler
- Żelichowska, Lena (1910–1958), polnische Schauspielerin
- Zeliff, Bill (1936–2021), US-amerikanischer Politiker
- Zelig, Dariusz (* 1957), polnischer Basketballspieler
- Żeligowski, Edward (1816–1864), polnischer und litauischer Dichter, Philosoph und Übersetzer
- Żeligowski, Lucjan (1865–1947), polnischer General
- Zeligson, Adolf (1867–1919), russisch-polnischer Architekt
- Zelik, Raul (* 1968), deutscher Schriftsteller, Journalist und PolitikwissenschaftlerRaul Zelik (* 1968)

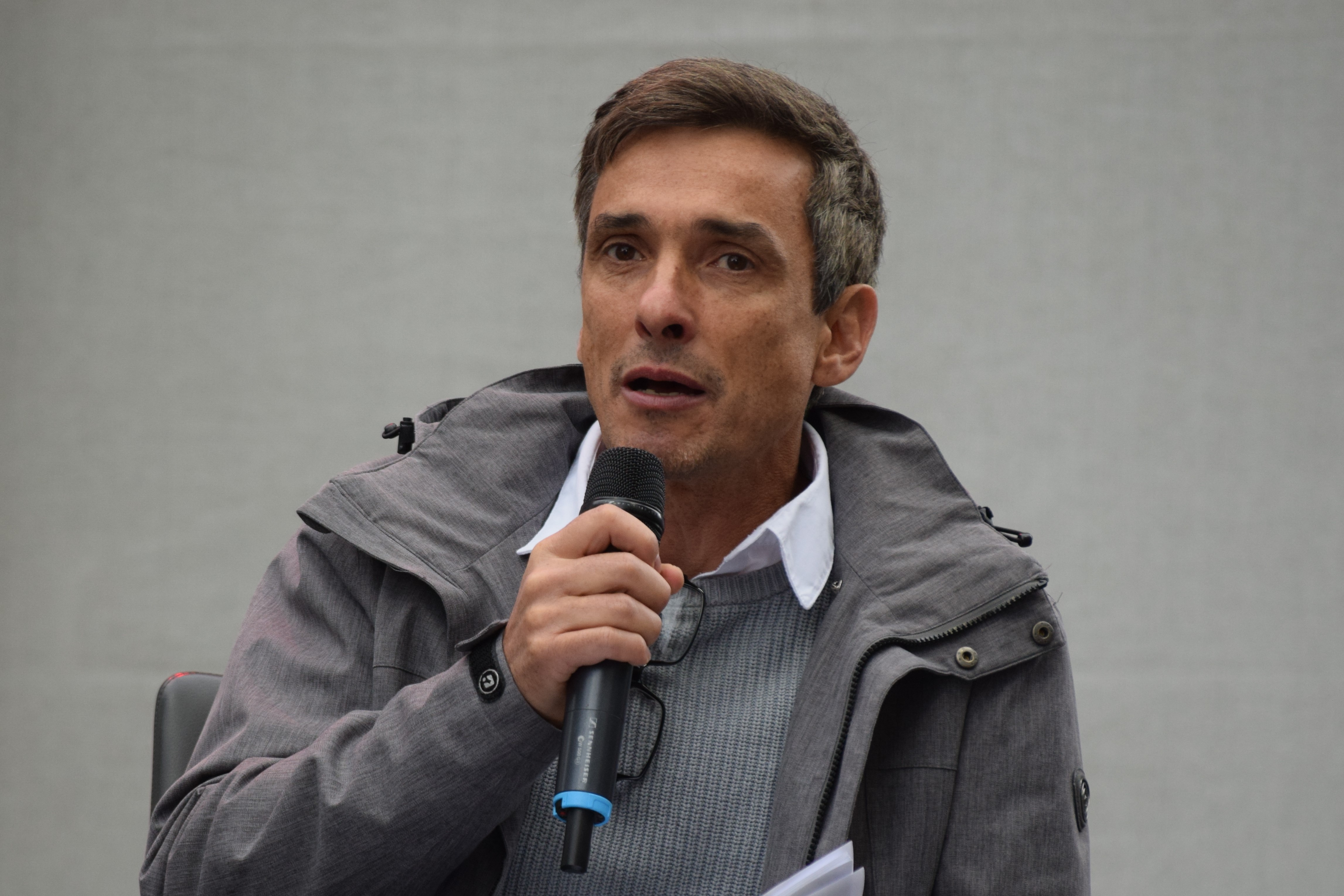
Raul Zelik (* 1968)

- Zelikow, Alexander Iwanowitsch (1904–1984), russischer Metallurg, Umformtechniker und Hochschullehrer
- Zelikow, Philip (* 1954), US-amerikanischer Diplomat und Autor
- Zelikowskaja, Tamara Alexejewna (1935–2019), sowjetische bzw. ukrainische Architektin
- Zelina, Gerald (* 1968), österreichischer Politiker (Stronach), Bundesrat
- Zelingerová-Fořtová, Iveta (* 1972), tschechische Skilangläuferin
- Zelinka, Andreas (1802–1868), österreichischer Politiker, Landtagsabgeordneter und Bürgermeister von Wien (1861–1868)
- Zelinka, Gabriella (* 1991), ungarische Duathletin, Triathletin und Langstreckenläuferin
- Zelinka, Jessica (* 1981), kanadische Siebenkämpferin
- Zelinka, Miroslav (* 1981), tschechischer Fußballschiedsrichter
- Zelinka, Peter (1957–2021), tschechoslowakischer Biathlet
- Zelinka, Udo (1959–2006), deutscher katholischer Moraltheologe und Hochschullehrer
- Zelinski, Indrek (* 1974), estnischer Fußballspieler und -trainer
- Zelinski, Walter (1948–2019), deutscher Lehrer, Radiomoderator und niederdeutscher Autor
- Zelinsky, Beate (* 1956), deutsche Klarinettistin und Musikpädagogin
- Zelinsky, Daniel (1922–2015), US-amerikanischer Mathematiker
- Zelinsky, Gertrud (* 1937), deutsche Schriftstellerin
- Zelinsky, Hartmut (* 1941), deutscher Kulturwissenschaftler
- Zelioli-Lanzini, Ennio (1899–1976), italienischer Politiker
- Zelion-Brandis, Gottschalk (1425–1495), Bürgermeister in Werl
- Zéliqzon, Léon (1858–1944), französischer Romanist und Dialektologe
- Zelischtschew, Lew Arkadjewitsch (* 1990), russischer Handballspieler
- Zeliska, Adolf (1938–2016), österreichischer Erfinder und Sportschütze
- Zelisko, Markus (* 1978), österreichischer Politiker (SPÖ)
- Želivský, Jan († 1422), tschechischer Hussitenführer und Priester
- Zelizer, Barbie (* 1954), US-amerikanische Kommunikationswissenschaftlerin

### Zelj
- Zeljenka, Ilja (1932–2007), slowakischer Komponist
- Zeljko, Zoran (* 1968), jugoslawisch-deutscher Fußballspieler
- Zeljković, Adrian (* 2002), slowenischer Fußballspieler
- Zeljković, Ivan (* 1994), kroatischer Volleyballspieler

### Zelk
- Zelk, Zoltán (1906–1981), ungarischer Schriftsteller
- Zelking, Ludwig Wilhelm (1606–1634), Kämmerer von Ferdinand II.
- Želko, Gregor (* 1994), slowenischer Fußballspieler
- Zelko, Ivan (1912–1986), jugoslawischer Geistlicher, Kirchenhistoriker und Schriftsteller

### Zell
- Zell os-Soltan (1850–1918), iranischer Statthalter
- Zell, Albrecht Jakob (1701–1754), deutscher Schriftsteller und Jurist
- Zell, Annika (* 1965), schwedische Orientierungs- und Ski-Orientierungsläuferin
- Zell, Christian († 1763), deutscher Cembalobauer
- Zell, Christoph († 1590), Buchdrucker, Verleger, Briefmaler und Kunsthandwerker
- Zell, Dieter (* 1959), deutscher Fußballspieler
- Zell, Franz (1866–1961), deutscher Architekt und Volkskundler
- Zell, Franz Anton (1826–1901), deutscher erzbischöflicher Archivar
- Zell, Friedrich Joseph (1814–1881), deutscher Politiker
- Zell, Gerhard Carl (1807–1852), deutscher Goldschmied, Hofjuwelier und Taxator
- Zell, Heinrich, deutscher Kartograf, Astronom und Bibliothekar
- Zell, Ivo (* 1998), deutscher Nachwuchswissenschaftler, Gewinner der Intel International Science and Engineering Fair 2017
- Zell, Johann Christian Friedrich († 1785), deutscher Goldschmied und Hofjuwelier
- Zell, Karl (1793–1873), deutscher Klassischer Philologe
- Zell, Katharina († 1562), elsässische theologische Autorin und Reformatorin
- Zell, Matthäus (1477–1548), elsässischer Theologe und Reformator
- Zell, Max (1866–1943), deutscher Industrieller
- Zell, Paula (1881–1963), deutsche Kinderheimvorsteherin und Mäzenatin in München
- Zell, Sam (1941–2023), US-amerikanischer Unternehmer
- Zell, Ulrich, Buchdrucker der Inkunabelzeit in Köln
- Zellbell, Ferdinand (1689–1765), schwedischer Organist und Komponist
- Zellbell, Ferdinand (1719–1780), schwedischer Organist und Komponist
- Zelle, Carsten (* 1953), deutscher Literaturwissenschaftler
- Zelle, Gerhard Arend († 1761), deutscher Orgelbauer in Litauen
- Zelle, Ilse (* 1951), deutsche Religionslehrerin und Autorin
- Zelle, Michael (* 1967), deutscher Archäologe und Museumsdirektor
- Zelle, Robert (1829–1901), Oberbürgermeister von Berlin
- Zelle, Ulli (* 1951), deutscher FernsehmoderatorUlli Zelle (* 1951)

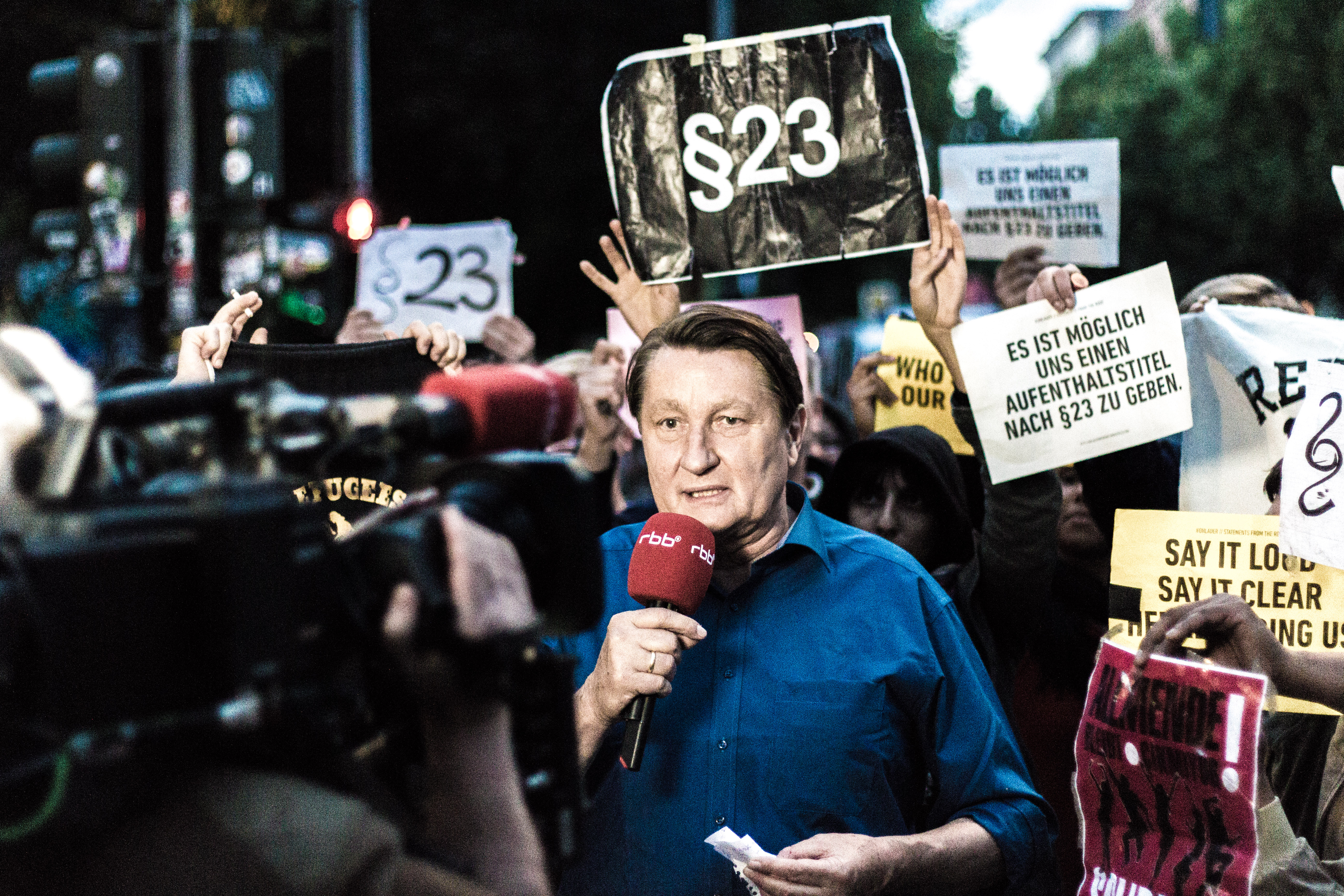
Ulli Zelle (* 1951)

- Zellekens, Albert (1909–1978), deutscher Sportler, Sportfunktionär und Fabrikant
- Zellentin, Alexa (* 1977), österreichische Philosophin, Hochschullehrerin und Publizistin
- Zellentin, Gerda (1934–2022), deutsche Politikwissenschaftlerin
- Zellentin, Holger Michael (* 1976), deutscher Evangelischer Theologe und Judaist
- Zeller, Adolf (1871–1946), deutscher Architekt, Hochschullehrer und Architekturautor
- Zeller, Adrien (1940–2009), französischer Politiker (UMP), MdEP
- Zeller, Aemilian (1691–1760), Bibliothekar des Klosters St. Gallen
- Zeller, Albert (1804–1877), deutscher Mediziner
- Zeller, Alfons (* 1945), deutscher Politiker (CSU), MdL (Bayern)
- Zeller, Alfred (1908–1976), österreichischer Agrikulturchemiker und Pflanzenphysiologe
- Zeller, Alfred Paul (1931–2006), deutscher Publizist und Übersetzer
- Zeller, André (1898–1979), französischer General
- Zeller, André-Paul (1918–2005), Schweizer Maler, Zeichner, Bühnenbildner und Objektkünstler
- Zeller, Andreas (* 1955), Schweizer Pfarrer, Synodalratspräsident der Reformierten Kirchen Bern-Jura-Solothurn
- Zeller, Andreas (* 1965), deutscher Informatiker
- Zeller, Angelino (* 1996), österreichischer Parakletterer
- Zeller, Anselm (1938–2023), deutscher römisch-katholischer Ordenspriester und Abt
- Zeller, Anton (* 1760), deutscher Maler und Hofmaler in Neustrelitz
- Zeller, Ariane, deutsche Filmregisseurin
- Zeller, Art (1930–1999), US-amerikanischer Fotograf und Bodybuilder
- Zeller, Arthur (1947–2013), Schweizer Rechtsanwalt, Aargauer Kantonspolitiker (FDP) und Bankrat
- Zeller, Bernd (* 1966), deutscher Cartoonist, Autor und Satiriker
- Zeller, Bernhard (1919–2008), deutscher Literaturhistoriker und Archivar
- Zeller, Berthold (1848–1899), französischer Historiker
- Zeller, Bibiana (1928–2023), österreichische SchauspielerinBibiana Zeller (1928–2023)

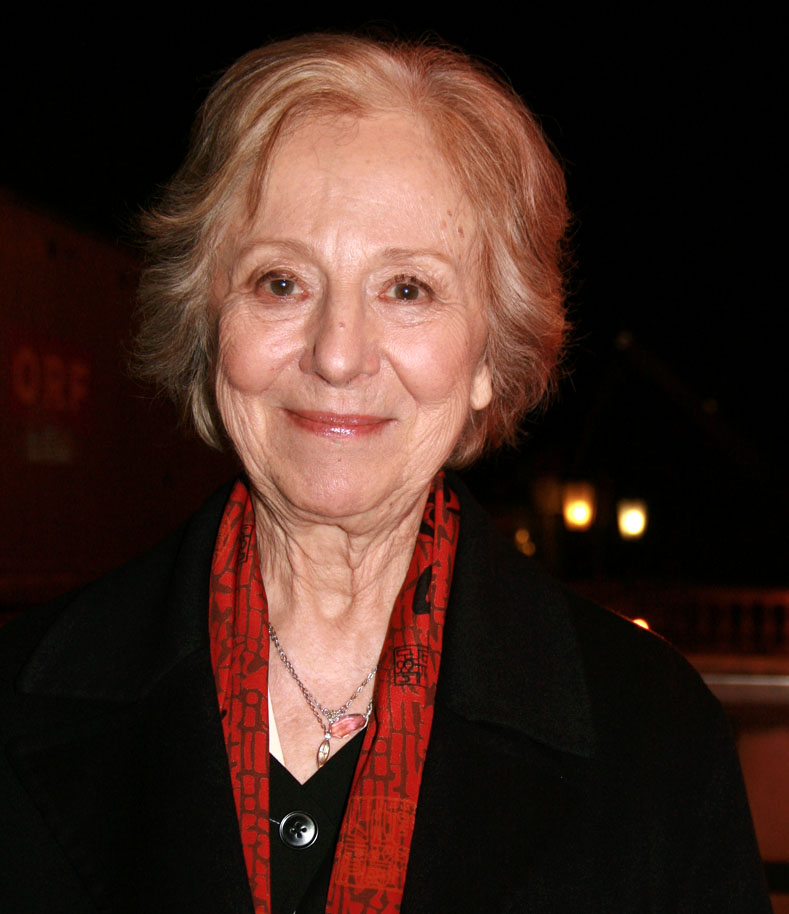
Bibiana Zeller (1928–2023)

- Zeller, Cäcilie (1800–1876), deutsche Dichterin
- Zeller, Carl (1842–1898), österreichischer Komponist
- Zeller, Carl August (1774–1846), deutscher Pädagoge und Anhänger Pestalozzis
- Zeller, Caspar (1756–1823), deutscher Unternehmer
- Zeller, Christian (1807–1865), Landtagsabgeordneter Großherzogtum Hessen
- Zeller, Christian (1822–1899), deutscher Mathematiker und württembergischer Pfarrer
- Zeller, Christian (* 1962), Geograph
- Zeller, Christian David (1749–1812), deutscher Jurist und württembergischer Hofrat
- Zeller, Christian Heinrich (1779–1860), deutscher Pädagoge und Kirchenliederdichter
- Zeller, Christoph († 1626), Oberhauptmann im Oberösterreichischen Bauernkrieg (1626)
- Zeller, Christoph (1605–1669), deutscher evangelischer Theologe und Hochschullehrer
- Zeller, Christopher (* 1984), deutscher Hockeyspieler
- Zeller, Clemens (* 1984), österreichischer Läufer
- Zeller, Cody (* 1992), US-amerikanischer Basketballspieler
- Zeller, Daniela (* 1976), österreichische RadiomoderatorinDaniela Zeller (* 1976)

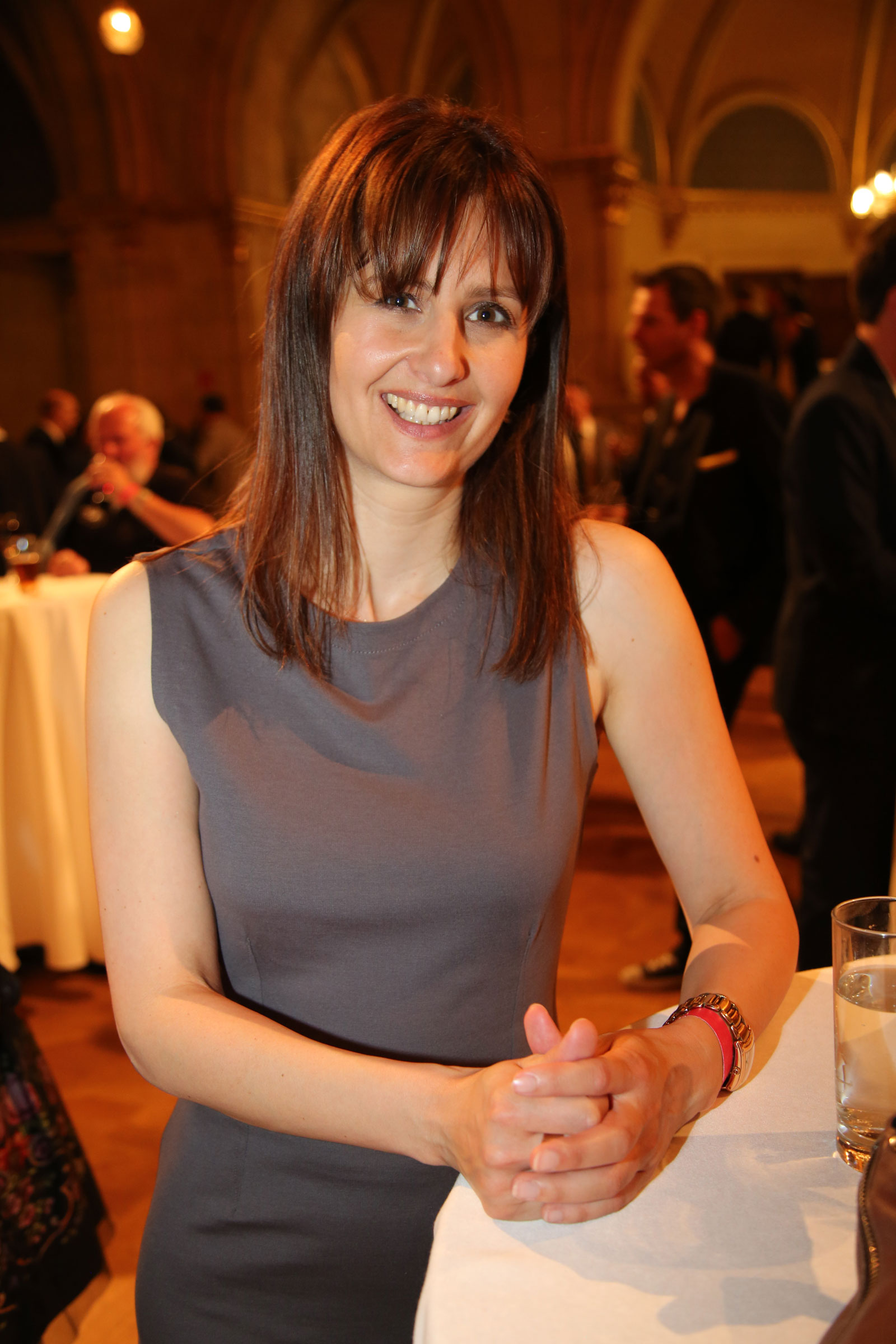
Daniela Zeller (* 1976)

- Zeller, Dieter (1939–2014), deutscher Religionswissenschaftler
- Zeller, Dóra (* 1995), ungarische Fußballspielerin
- Zeller, Eduard (1814–1908), deutscher Theologe und Philosoph
- Zeller, Erich (1920–2001), deutscher Eiskunstläufer und -trainer
- Zeller, Ernst von (1830–1902), deutscher Mediziner und Zoologe
- Zeller, Eva (1923–2022), deutsche Schriftstellerin
- Zeller, Eva Christina (* 1960), deutsche Schriftstellerin
- Zeller, Felicia (* 1970), deutsche Schriftstellerin und Dramatikerin
- Zeller, Florian (* 1977), deutscher Eishockeyspieler
- Zeller, Florian (* 1979), französischer Autor und FilmemacherFlorian Zeller (* 1979)

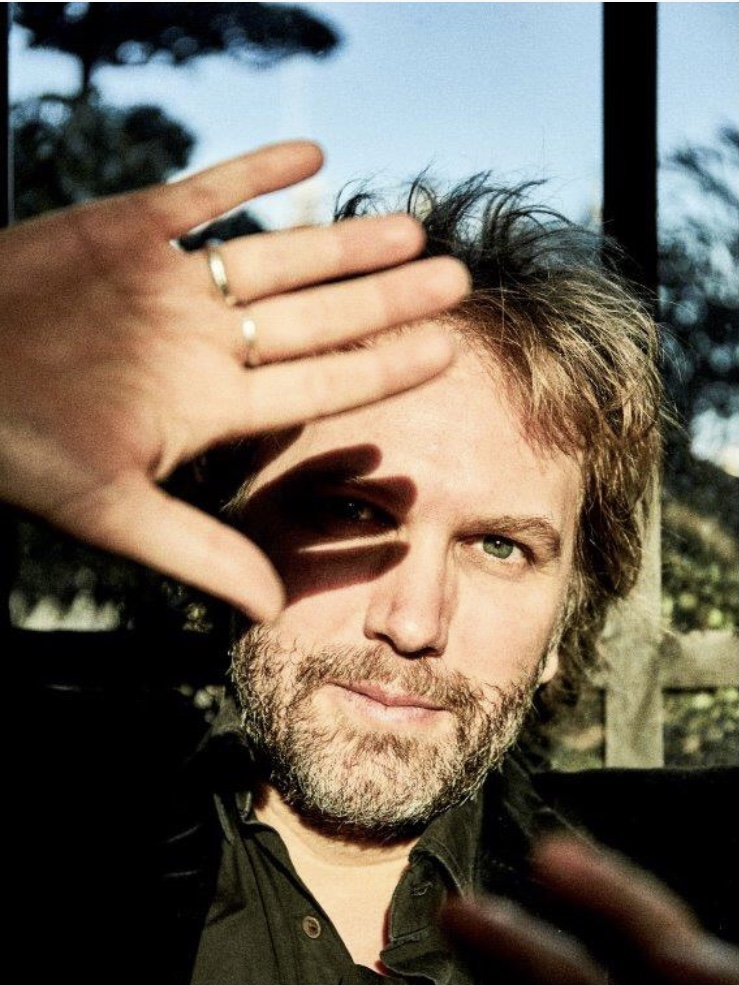
Florian Zeller (* 1979)

- Zeller, Frank (* 1969), deutscher Schachspieler
- Zeller, Franz (1805–1876), österreichischer Militärmaler und Lithograf
- Zeller, Franz-Xaver (* 1989), deutscher Schauspieler im Bereich Theater und Film
- Zeller, Friedrich (1817–1896), österreichischer Maler
- Zeller, Friedrich (1881–1916), deutscher Lehrer, Geologe und Paläontologe
- Zeller, Friedrich (1966–2022), deutscher Kommunalpolitiker (SPD)
- Zeller, Gabriele (* 1956), deutsche Indologin und Bibliothekarin
- Zeller, Gaston (1890–1960), französischer Historiker
- Zeller, Georg Bernhard Leopold (1728–1803), deutscher Geiger, Kapellmeister und Komponist
- Zeller, Gottlieb Heinrich (1794–1864), württembergischer Apotheker
- Zeller, Günter (* 1961), deutscher Fußballspieler
- Zeller, Gustav Hermann (1812–1884), württembergischer Beamter und Naturforscher
- Zeller, Hans (1926–2014), Schweizer Literaturwissenschaftler
- Zeller, Hans Rudolf (1934–2019), deutscher Musiktheoretiker, Essayist, Komponist und Performancekünstler
- Zeller, Heinrich (1856–1934), deutscher Opernsänger (Tenor)
- Zeller, Helene Johanna (1878–1964), deutsche Schriftstellerin
- Zeller, Henri (1896–1971), französischer General
- Zeller, Hermann (1914–2014), deutscher Theologe und Jesuit
- Zeller, Hermann von (1849–1937), deutscher Jurist
- Zeller, Jakob (1581–1620), deutscher Bildhauer, Kunstdrechsler und Elfenbeinschnitzer
- Zeller, Jan Patrick (* 1981), deutscher Slawist
- Zeller, Jan-Christian (* 1981), deutscher Fernseh- und Hörfunk-ModeratorJan-Christian Zeller (* 1981)

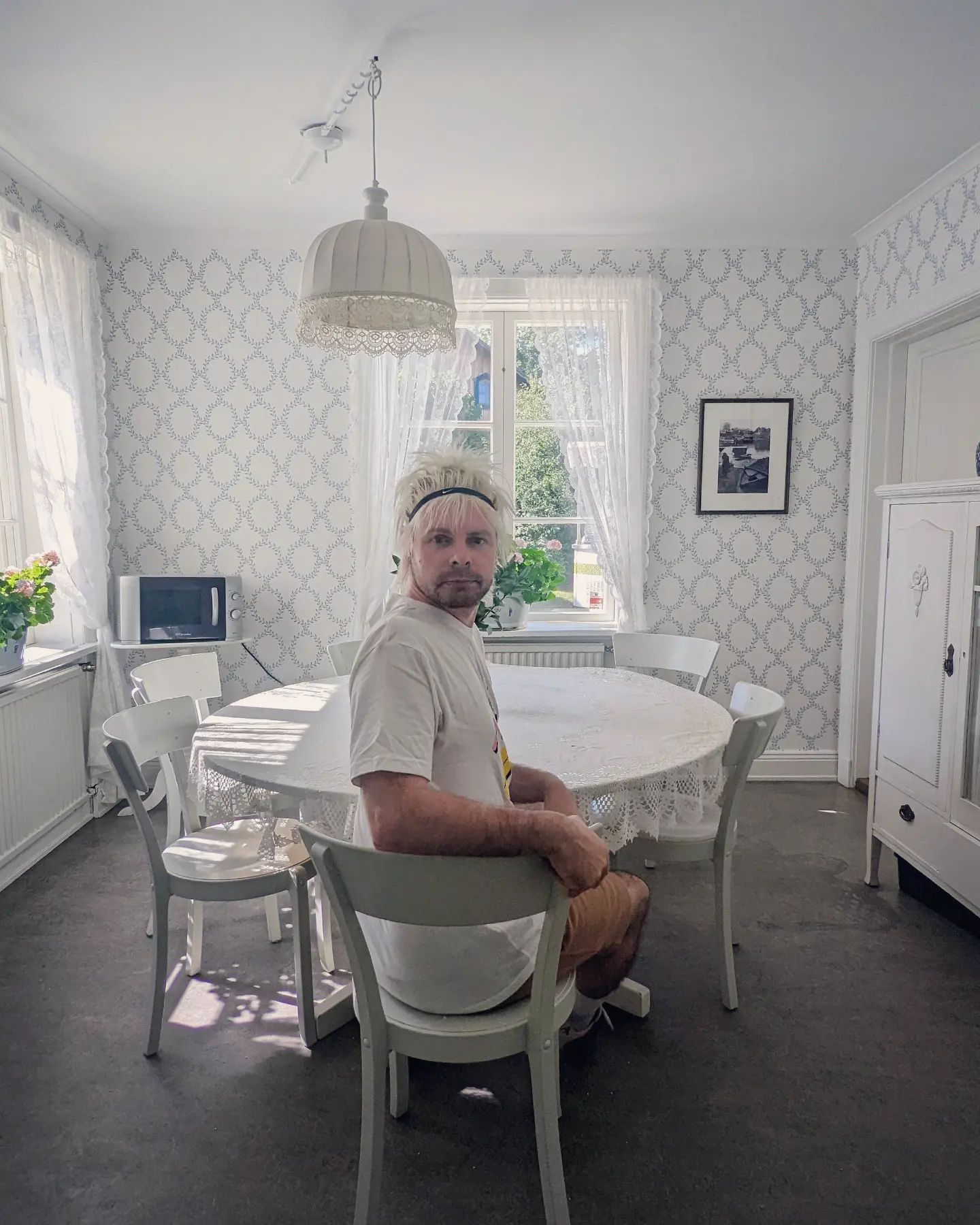
Jan-Christian Zeller (* 1981)

- Zeller, Jo (* 1955), Schweizer Automobilrennfahrer
- Zeller, Joachim (1952–2023), deutscher Politiker (CDU), Bezirksbürgermeister von Berlin-Mitte, MdEP
- Zeller, Joachim (* 1958), deutsch-namibischer Historiker und Lehrer
- Zeller, Joachim (* 1961), deutscher Fußballspieler
- Zeller, Johann Friedrich (1769–1846), erster Oberamtmann des Oberamts Heilbronn
- Zeller, Johann Gottfried (1656–1734), deutscher Mediziner und Hochschullehrer
- Zeller, Johann Konrad (1807–1856), Schweizer Maler
- Zeller, Johann Philipp (1824–1862), Pfälzer Mundartdichter
- Zeller, Johannes (1830–1902), deutscher evangelischer Missionar und Palästinaforscher
- Zeller, Jörg (* 1971), deutscher Hochschullehrer, Rechtsanwalt und Wirtschaftsingenieur
- Zeller, Joseph (1878–1929), katholischer Pfarrer und Landeshistoriker
- Zeller, Joshua (* 2000), britischer Hürdenläufer
- Zeller, Jules (1820–1900), französischer Historiker
- Zeller, Karl (1924–2006), deutscher Mathematiker
- Zeller, Karl (* 1961), italienischer Rechtsanwalt und Politiker, Mitglied der Camera dei deputati
- Zeller, Karl August (1898–1974), deutscher Verwaltungsjurist und Landrat
- Zeller, Karl-Heinz (* 1960), Schweizer Politiker (GP)
- Zeller, Katharina (* 1986), italienische Politikerin der Südtiroler Volkspartei (SVP)Katharina Zeller (* 1986)

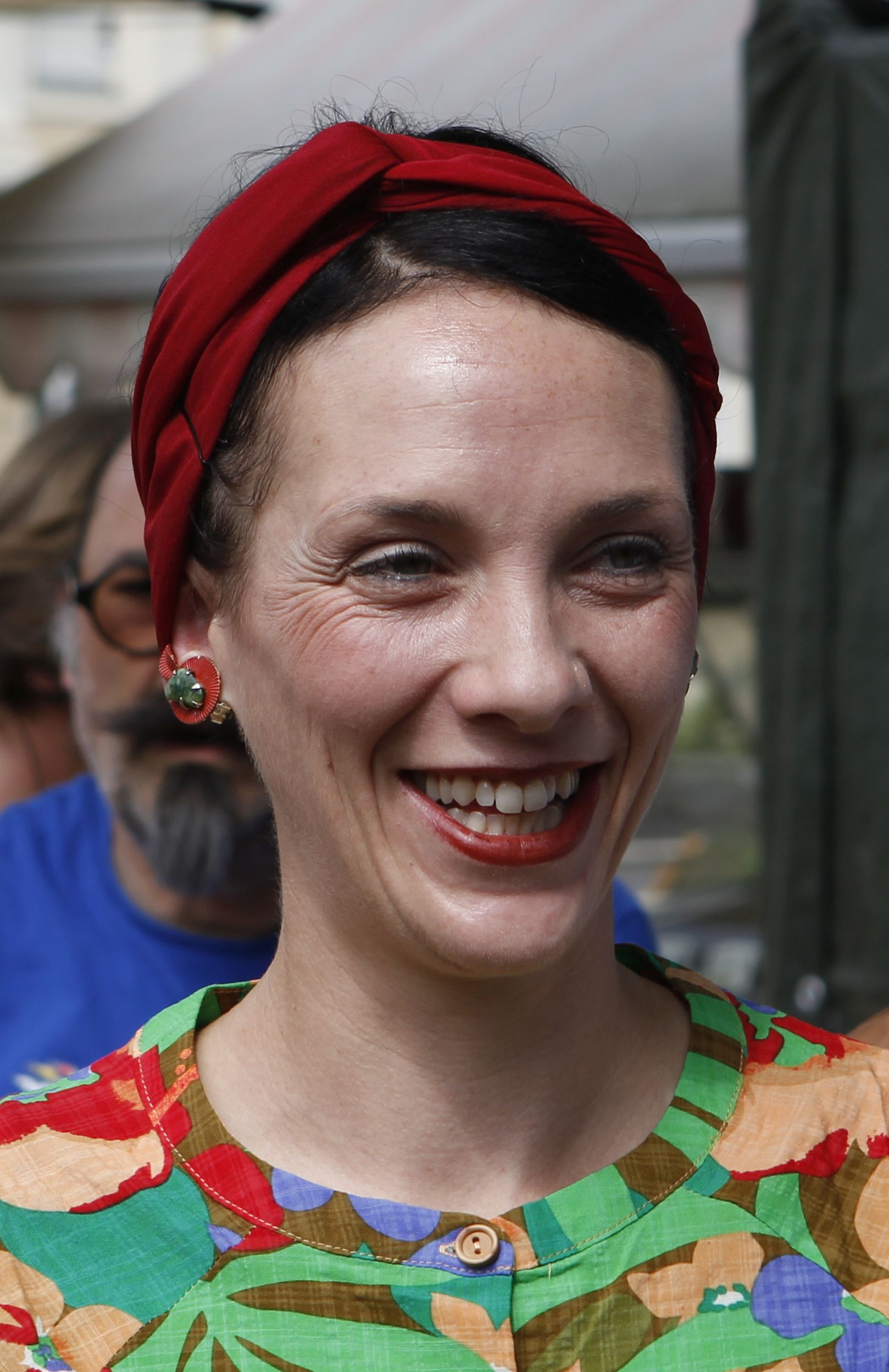
Katharina Zeller (* 1986)

- Zeller, Katrin (* 1979), deutsche Skilangläuferin
- Zeller, Laurentius (1873–1945), deutscher Benediktinerabt und Bischof
- Zeller, Lisa-Maria (* 1992), österreichische Skirennläuferin
- Zeller, Louise (1823–1889), deutsche Autorin historischer Romane
- Zeller, Magnus (1888–1972), deutscher Maler und GrafikerMagnus Zeller (1888–1972)

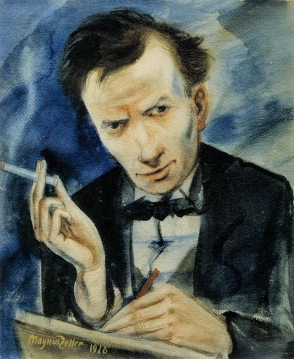
Magnus Zeller (1888–1972)

- Zeller, Manfred (1954–2021), österreichischer Maler, Grafiker und Kulturveranstalter
- Zeller, Marcel (1973–2016), deutscher Boxer
- Zeller, Marie (1807–1847), Ehefrau des Nervenarztes und Dichters Albert Zeller
- Zeller, Marty (* 1957), US-amerikanischer Basketballspieler und -trainer
- Zeller, Max (1834–1912), Apotheker und Gründer der Max Zeller Söhne AG
- Zeller, Max (1891–1981), Schweizer Topograf
- Zeller, Max Eduard (1913–1961), Schweizer Pharmazeut und Unternehmer
- Zeller, Michael (* 1944), deutscher Schriftsteller
- Zeller, Norbert (* 1950), deutscher Politiker (SPD), MdL
- Zeller, Oskar (1863–1949), deutscher Chirurg
- Zeller, Paulus I. († 1563), deutscher Zisterzienserabt
- Zeller, Philipp (* 1983), deutscher Hockeyspieler und Rechtsanwalt
- Zeller, Philipp Christoph (1808–1883), deutscher Entomologe
- Zeller, Quentin (* 1994), Schweizer Volleyballspieler
- Zeller, Reimar (1925–2007), deutscher Theologe und Kunsthistoriker
- Zeller, René (1962–2018), Schweizer Journalist
- Zeller, Robert (1895–1966), deutscher Politiker (NSDAP), MdR
- Zeller, Rolf (1934–2018), deutscher Fußballspieler
- Zeller, Rudolf Jacob (1880–1948), deutsch-niederländischer Porträtmaler
- Zeller, Samuel (1834–1912), Schweizer Lehrer, Seelsorger und Anstaltsleiter
- Zeller, Sandro (* 1991), Schweizer Automobilrennfahrer
- Zeller, Susanne (* 1951), deutsche Sozialarbeitswissenschaftlerin und Historikerin
- Zeller, Theodor (1900–1986), deutscher Maler und Grafiker
- Zeller, Theodor (1902–1959), deutscher Verwaltungsbeamter
- Zeller, Thomas (* 1974), österreichischer Dokumentarfilm-Produzent, Regisseur, Kameramann und Fotograf
- Zeller, Thomas (* 1976), deutscher Journalist
- Zeller, Toni (1909–1962), deutscher Skilangläufer und Skispringer
- Zeller, Tyler (* 1990), US-amerikanischer Basketballspieler
- Zeller, Uli (* 1976), deutscher evangelischer Krankenpfleger, Seelsorger und Autor
- Zeller, Ursula (* 1958), deutsche Kunsthistorikerin, Kuratorin und Museumsleiterin
- Zeller, W. Jens (* 1944), deutscher Mediziner
- Zeller, Walter (1927–1995), deutscher Motorradrennfahrer
- Zeller, Wilhelm (1842–1897), Schriftsteller, Leiter der Oberrechnungskammer
- Zeller, Willy (1929–2018), Schweizer Wirtschaftsjournalist
- Zeller, Willy (* 1931), deutscher Boxmanager und -veranstalter
- Zeller, Winfried (1911–1982), deutscher evangelischer Theologe, Kirchenhistoriker, Hochschullehrer
- Zeller, Wolfgang (1879–1973), deutscher Maler, Radierer und Grafiker
- Zeller, Wolfgang (1893–1967), deutscher Komponist u. a. von Filmmusik
- Zeller-Bähler, Heidi (* 1967), Schweizer Skirennläuferin
- Zeller-Constantinescu, Ella (* 1933), rumänische Tischtennisspielerin
- Zeller-Fehr, Max (1881–1954), Schweizer Unternehmer und Apotheker
- Zeller-Plinzner, Frieda (1883–1970), deutsche Schriftstellerin und evangelische Zigeunermissionarin in Berlin, Frankfurt am Main und Hamburg
- Zeller-Zellenberg, Wilfried (1910–1989), österreichischer Buchillustrator und Autor
- Zellerbach, James David (1892–1963), US-amerikanischer Unternehmer und Diplomat
- Zellermayer, Heinz (1915–2011), deutscher Unternehmer und Politiker (CDU)
- Zellhofer, Alexander (* 1994), österreichischer Fußballspieler und -trainer
- Zellhofer, Alina (* 1987), österreichische Sportmoderatorin und Journalistin beim ORFAlina Zellhofer (* 1987)

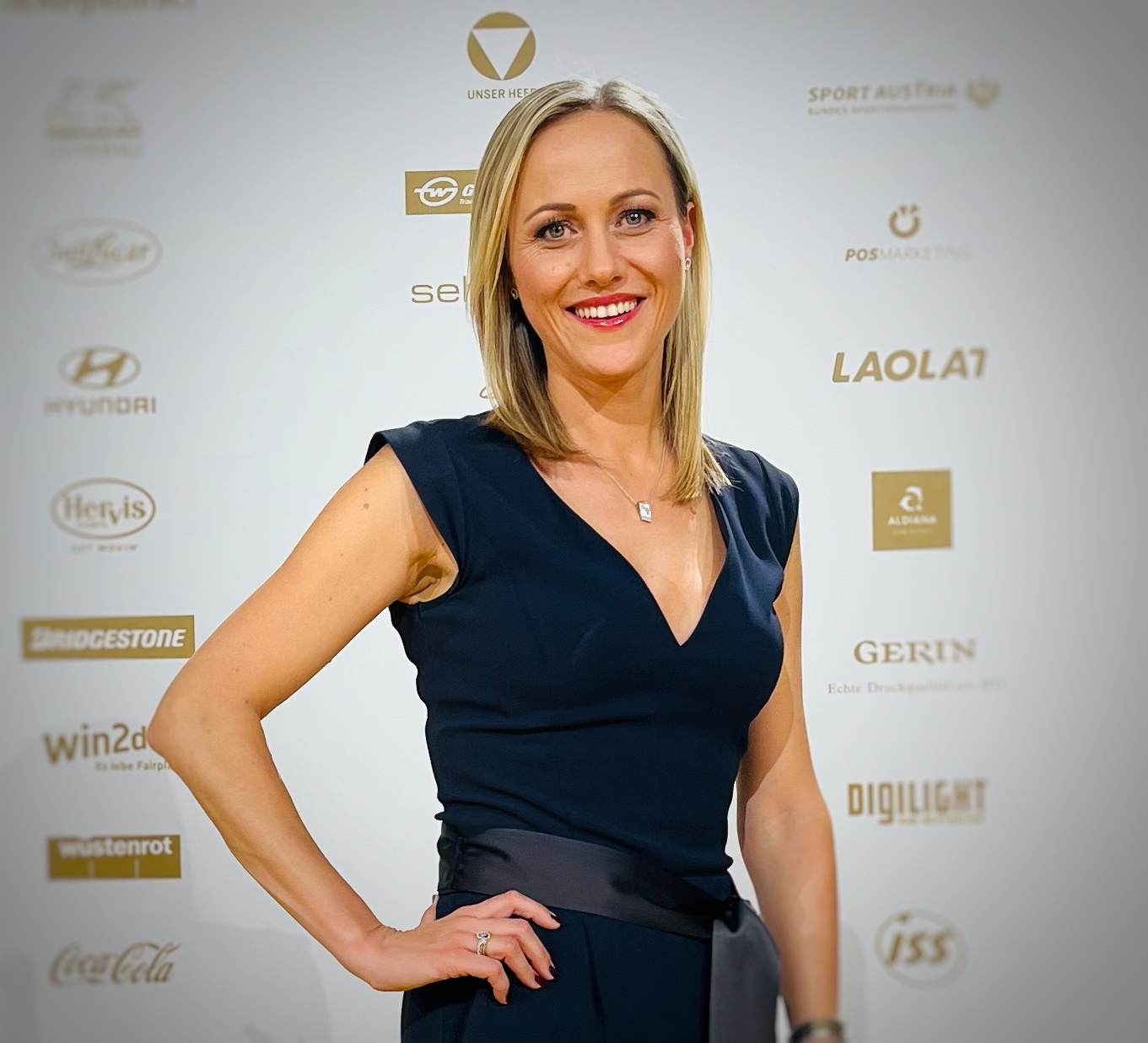
Alina Zellhofer (* 1987)

- Zellhofer, Georg (* 1960), österreichischer Fußballspieler und -trainer
- Zellhofer, Kurt (* 1958), österreichischer Radrennfahrer
- Zellhuber, Thomas (* 1976), deutscher Eishockeytorwart und -trainer
- Zelli-Jacobuzzi, Leopoldo (1818–1895), Benediktinermönch und Abtordinarius
- Zellin, Alina (* 1999), deutsche Volleyballspielerin
- Zellinger, Alfred (* 1945), österreichischer Schriftsteller
- Zellinger, Johannes (1880–1958), deutscher katholischer Theologe
- Zellman, Tollie (1887–1964), schwedische Schauspielerin und Theaterregisseurin
- Zellmann, Jochen (1943–2016), deutscher Maler
- Zellmann, Peter (* 1947), österreichischer Erziehungswissenschafter
- Zellmann, Poul (* 1995), deutscher Schwimmer
- Zellmeier, Josef (* 1964), deutscher Politiker (CSU), MdL
- Zellmer, Christa (1930–2002), deutsche Politikerin (SED)
- Zellmer, Margitta (* 1954), deutsche Autorin und Sozialarbeiterin
- Zellmer, Michael (* 1977), deutscher Wasserballspieler
- Zellner, Arnold (1927–2010), US-amerikanischer Ökonom
- Zellner, August (1879–1956), Reichsgerichtsrat
- Zellner, Birgit (* 1976), österreichische Judoka
- Zellner, David (* 1974), US-amerikanischer Regisseur, Drehbuchautor und Schauspieler
- Zellner, Engelmar (1904–1945), deutscher Ordensbruder, Missionar und Märtyrer
- Zellner, Kathleen (* 1949), US-amerikanische RechtsanwältinKathleen Zellner (* 1949)

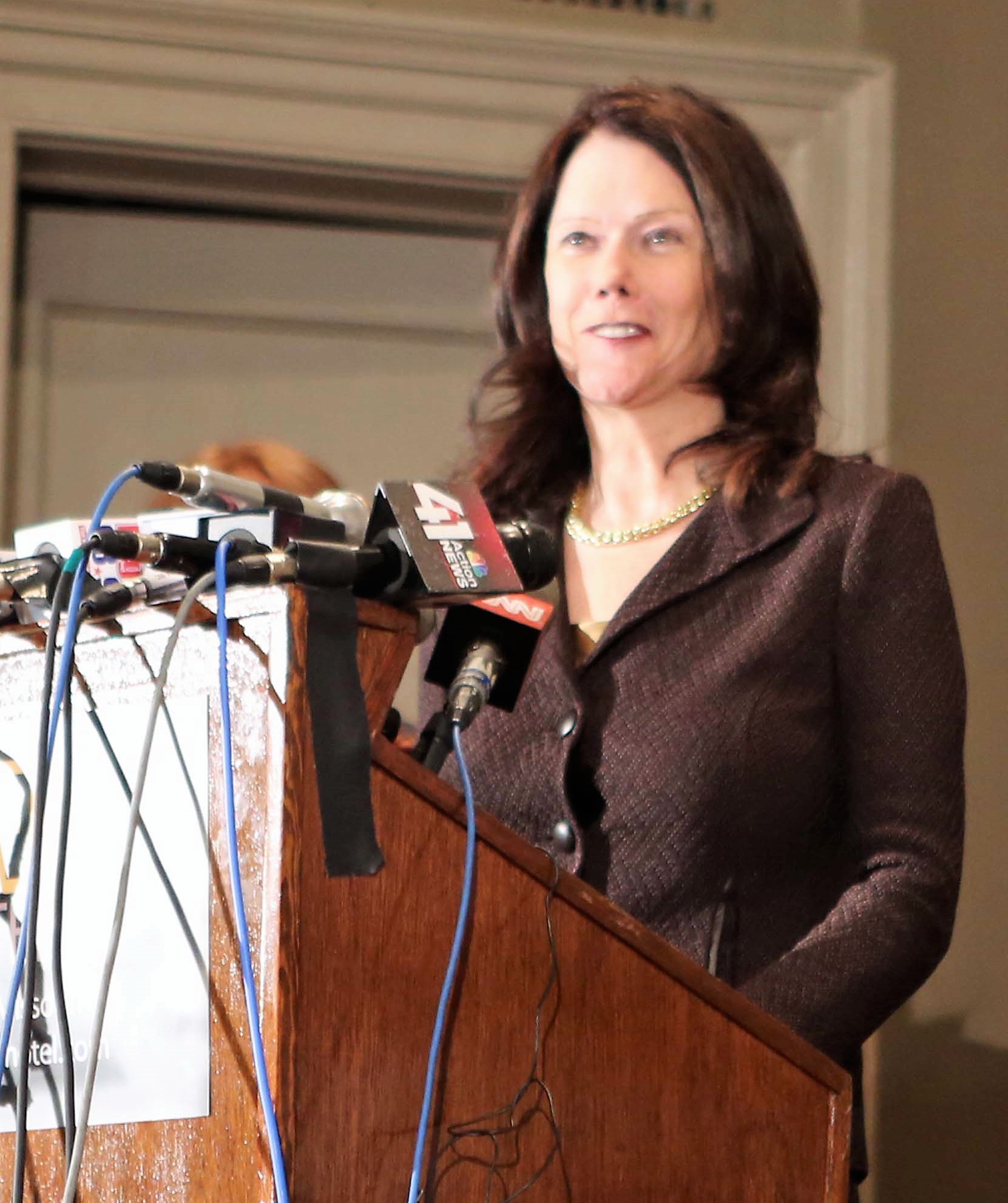
Kathleen Zellner (* 1949)

- Zellner, Martina (* 1974), deutsche Biathletin
- Zellner, Reinhard (* 1944), deutscher Hochschullehrer für physikalische Chemie
- Zellner, Steven (* 1991), deutscher Fußballspieler
- Zellner, Sven (* 1977), deutscher Fotograf, Kameramann und Dokumentarfilmer
- Zellner, Theo (* 1949), deutscher Politiker (CSU), Landrat des Landkreises Cham
- Zellner, Tobias (* 1977), deutscher Fußballspieler und -trainer
- Zellner, Wilhelm (* 1932), österreichischer Bauingenieur
- Zellner, Wolfgang (* 1953), deutscher Soziologe und Stellvertretender Leiter des IFSH Hamburg
- Zellnig, Franz (1924–2011), österreichischer Landwirt und Politiker (SPÖ), Bürgermeister von Obdach, Landtagsabgeordneter der Steiermark
- Zellnig, Roman (1898–1976), österreichischer Landwirt und Politiker
- Zellnig, Siegfried (1941–2005), deutscher Politiker (CDU), MdL
- Zellot, Roland (* 1955), österreichischer Beamter und Politiker (FPK), Abgeordneter zum Nationalrat, Bundesrat und Kärntner Landtag
- Zellweger, Alfred (1855–1916), Schweizer Elektroingenieur, Erfinder und Unternehmer
- Zellweger, Andrin (* 1991), Schweizer Unihockeyspieler
- Zellweger, Bartholome (1625–1681), Schweizer Textilunternehmer, Regierungsmitglied und Tagsatzungsgesandter
- Zellweger, Conrad (1559–1648), Schweizer Gemeindehauptmann, Landweibel, Landammann und Tagsatzungsgesandter
- Zellweger, Conrad (1631–1695), Schweizer Landesseckelmeister, Landvogt, Landammann und Tagsatzungsgesandter
- Zellweger, Conrad (1664–1741), Schweizer Landesstatthalter, Landammann und Tagsatzungsgesandter
- Zellweger, Eduard (1901–1975), Schweizer Jurist, Rechtsanwalt, Politiker (SP) und Diplomat
- Zellweger, Elisabeth (1884–1957), Schweizer Frauenrechtlerin, Journalistin und kirchliche Aktivistin
- Zellweger, Gustav (1822–1893), Schweizer Textilunternehmer und Politiker
- Zellweger, Hans Ulrich (1909–1990), schweizerisch-amerikanischer Kinderarzt und Erstbeschreiber des Zellweger-Syndroms
- Zellweger, Helen (* 1971), Schweizer Schauspielerin, Übersetzerin und Verlegerin
- Zellweger, Johann Caspar (1768–1855), Schweizer Kaufmann, Gelehrter und Philanthrop
- Zellweger, Johann Konrad (1801–1883), Schweizer Pädagoge und Schulinspektor
- Zellweger, Johannes (1591–1664), Schweizer Ratsherr, Ratsschreiber, Gemeindehauptmann, Landesbauherr, Tagsatzungsgesandter und Landammann
- Zellweger, Laurenz (1692–1764), Schweizer Arzt, Aufklärer und Historiker
- Zellweger, Marc (* 1973), Schweizer Fussballspieler
- Zellweger, Otto (1858–1933), Schweizer Theologe, Pfarrer, Publizist und Redaktor
- Zellweger, Rahel (* 1993), Schweizer Unihockeyspielerin
- Zellweger, Renée (* 1969), US-amerikanische SchauspielerinRenée Zellweger (* 1969)

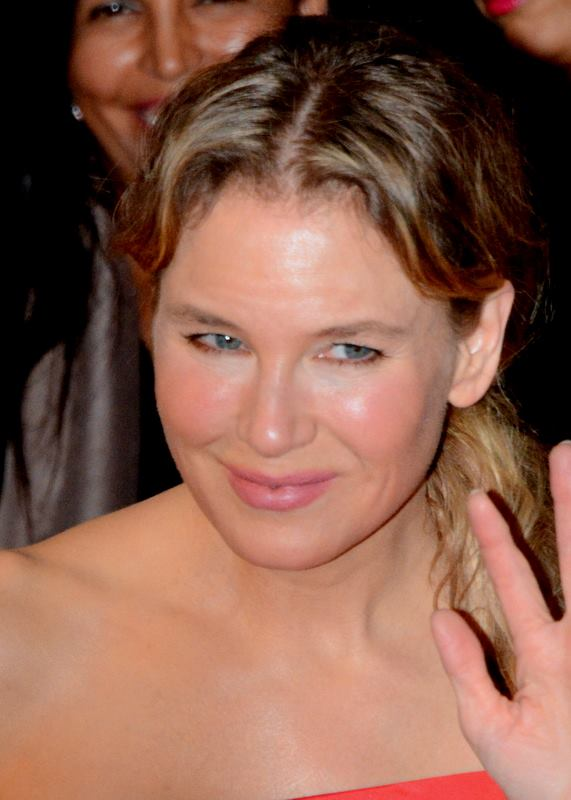
Renée Zellweger (* 1969)

- Zellweger, Salomon (1807–1887), Schweizer Unternehmer
- Zellweger, Sepp (* 1963), Schweizer Kunstturner
- Zellweger, Thomas (* 1974), Schweizer Ökonom und Professor an der Universität St. Gallen
- Zellweger, Ulrich (1804–1871), Schweizer Bankier und Publizist
- Zellweger-Gutknecht, Corinne, Schweizer Rechtswissenschaftlerin
- Zellweger-Hirzel, Johannes (1730–1802), Schweizer Kaufmann, Textilunternehmer, Ratsherr, Gemeindeschreiber und Landesfähnrich
- Zellweger-Hünerwadel, Jakob (1805–1873), Schweizer Arzt, Ratsherr, Gemeindehauptmann, Landesstatthalter, Landammann, Tagsatzungsgesandter und Obergerichtspräsident
- Zellweger-Rechsteiner, Conrad (1630–1705), Schweizer Textilunternehmer, Ratsherr und Regierungsmitglied
- Zellweger-Steiger, Lily (1862–1914), Schweizer Pfarrfrau
- Zellweger-Sulser, Johannes (1695–1774), Schweizer Kaufmann, Textilunternehmer, Ratsherr, Landeshauptmann und Landammann
- Zellweger-Tanner, Conrad (1659–1749), Schweizer Kaufmann, Textilunternehmer, Ratsherr, Regierungsmitglied und Landammann
- Zellweger-Wetter, Jakob (1723–1808), Schweizer Kaufmann, Textilunternehmer, Ratsherr, Regierungsmitglied, Landammann und Tagsatzungsgesandter
- Zellweger-Zuberbühler, Anna Barbara (1775–1815), Schweizer Kaufmannsfrau
- Zellweger-Zuberbühler, Jakob (1770–1821), Schweizer Kaufmann, Textilunternehmer, Ratsherr, Grossrat, Landeszeugherr, Landammann, Tagsatzungsgesandter und Diplomat
- Zellweker, Edwin (1883–1953), österreichischer Literaturhistoriker, Lehrer, Schriftsteller, Kulturpolitiker

### Zelm
- Zelm, Jürgen (* 1953), deutscher SED-Funktionär, FDJ-Funktionär und Fußballtrainer, MdL
- Zelm, Paul van (* 1964), niederländischer Hornist und Professor an einer Musikhochschule
- Zelman, Daniel (* 1967), US-amerikanischer Schauspieler, Drehbuchautor und Produzent
- Zelman, Leon (1928–2007), österreichischer Geschäftsführer des Jewish Welcome Service
- Zelmani, Sophie (* 1972), schwedische Sängerin und MusikerinSophie Zelmani (* 1972)

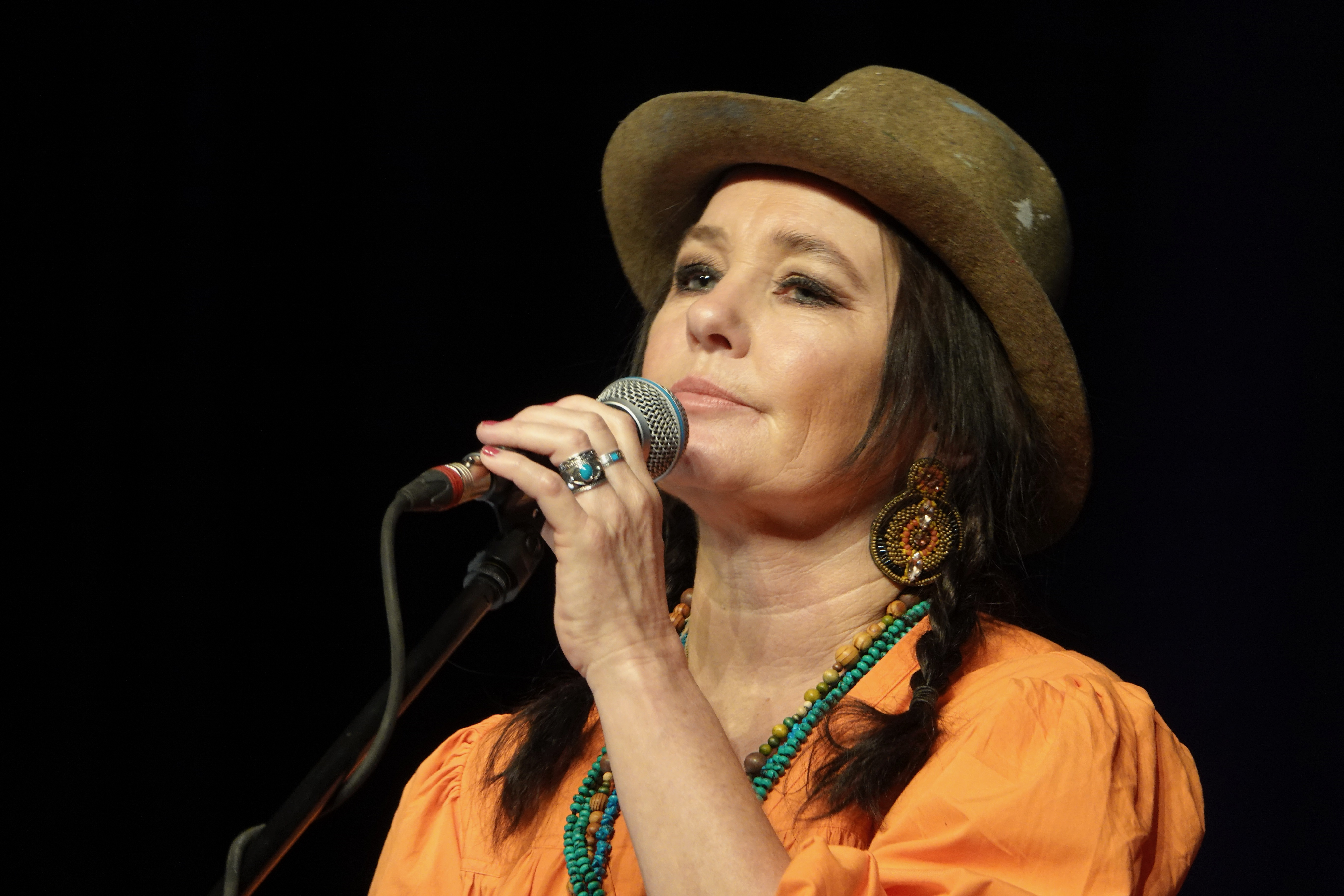
Sophie Zelmani (* 1972)

- Zelmanov, Efim (* 1955), russischer Mathematiker
- Zelmanovic, Lilly (1926–1999), Überlebende der NS-Judenverfolgung
- Zelmanowicz, Rachela (1921–1987), polnische Musikerin, Überlebende des Vernichtungslagers Auschwitz und Bergen-Belsen und Zeitzeugin
- Zelmel, Lena (* 1993), deutsche Handballspielerin
- Zelmer, Wolfgang (* 1948), deutscher Maler und Grafiker
- Zelmerlöw, Måns (* 1986), schwedischer PopsängerMåns Zelmerlöw (* 1986)

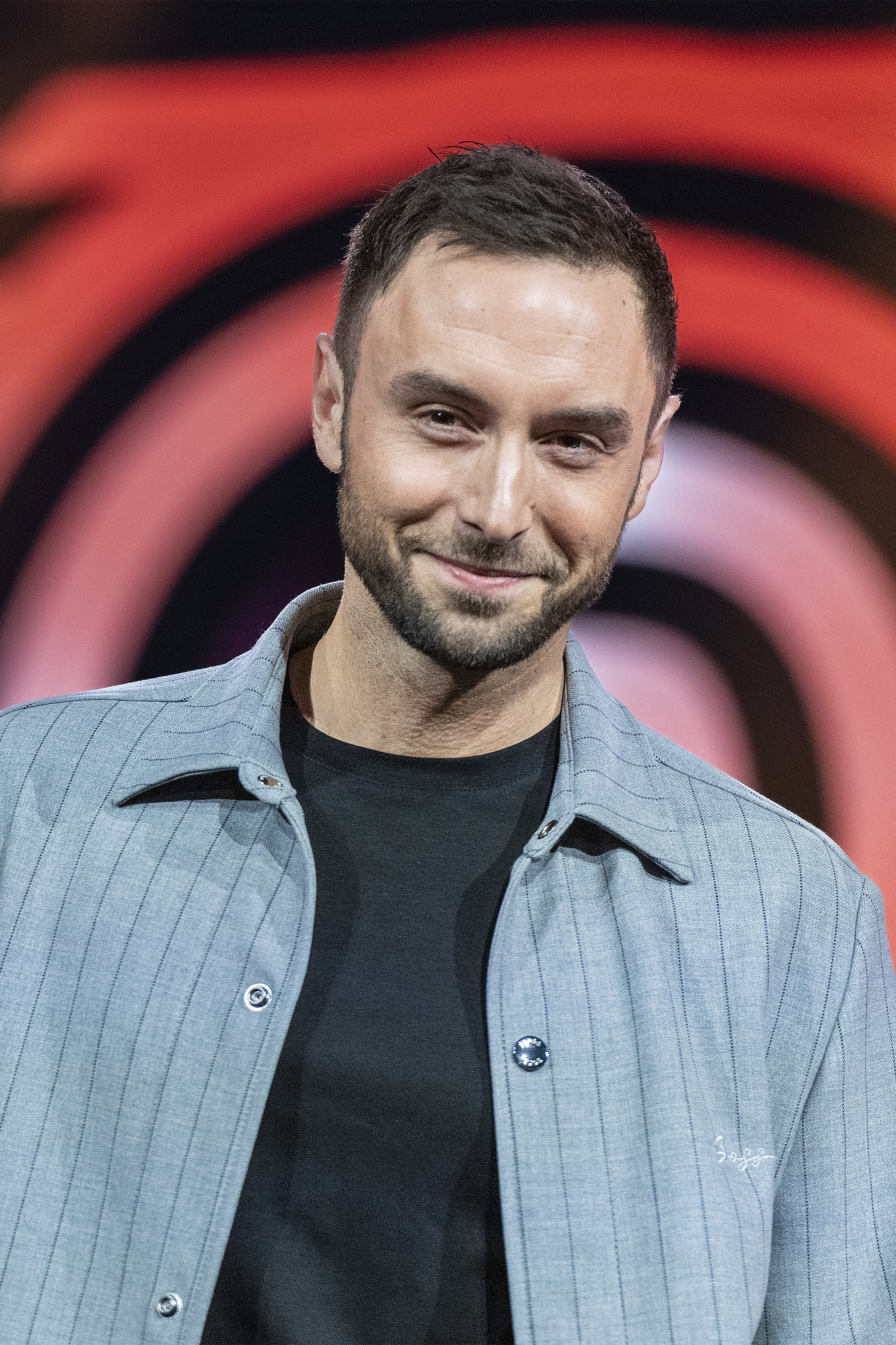
Måns Zelmerlöw (* 1986)

- Zelmikas, Irmantas (* 1980), litauischer Fußballspieler

### Zeln
- Zelner, Nadav (* 1992), israelischer Tänzer und Choreograf des zeitgenössischen Tanzes
- Zelnick, Mel (1924–2008), US-amerikanischer Musiker
- Zelníčková, Radka (* 2003), slowakische Tennisspielerin
- Zelnik, Friedrich (1885–1950), deutsch-britischer Regisseur, Schauspieler und Produzent
- Zelnik, Jerzy (* 1945), polnischer Schauspieler
- Zelnik, Yoni (* 1975), israelischer Jazzmusiker (Kontrabass, Komposition)
- Zelniker, Michael (* 1954), kanadischer Theater- und Filmschauspieler, Filmregisseur, Filmproduzent und Drehbuchautor

### Zelo
- Zeļonijs, Vsevolods (* 1973), lettischer Judoka
- Zelotti, Giovanni Battista († 1578), italienischer Maler der Renaissance
- Zelowalnikow, Igor Wassiljewitsch (* 1944), sowjetischer Radsportler, Olympiasieger im Radsport

### Zels
- Zelst, Ben van (* 1961), niederländischer Triathlet

### Zelt
- Zelter, Angie (* 1951), britische Friedensaktivistin
- Zelter, Carl Friedrich (1758–1832), deutscher Musiker
- Zelter, Joachim (* 1962), deutscher Schriftsteller
- Zeltiņa, Agnese (* 1971), lettische Schauspielerin
- Zeltiņa, Beatrise (* 2007), lettische Tennisspielerin
- Zeltinger, Jürgen (* 1949), deutscher MusikerJürgen Zeltinger (* 1949)

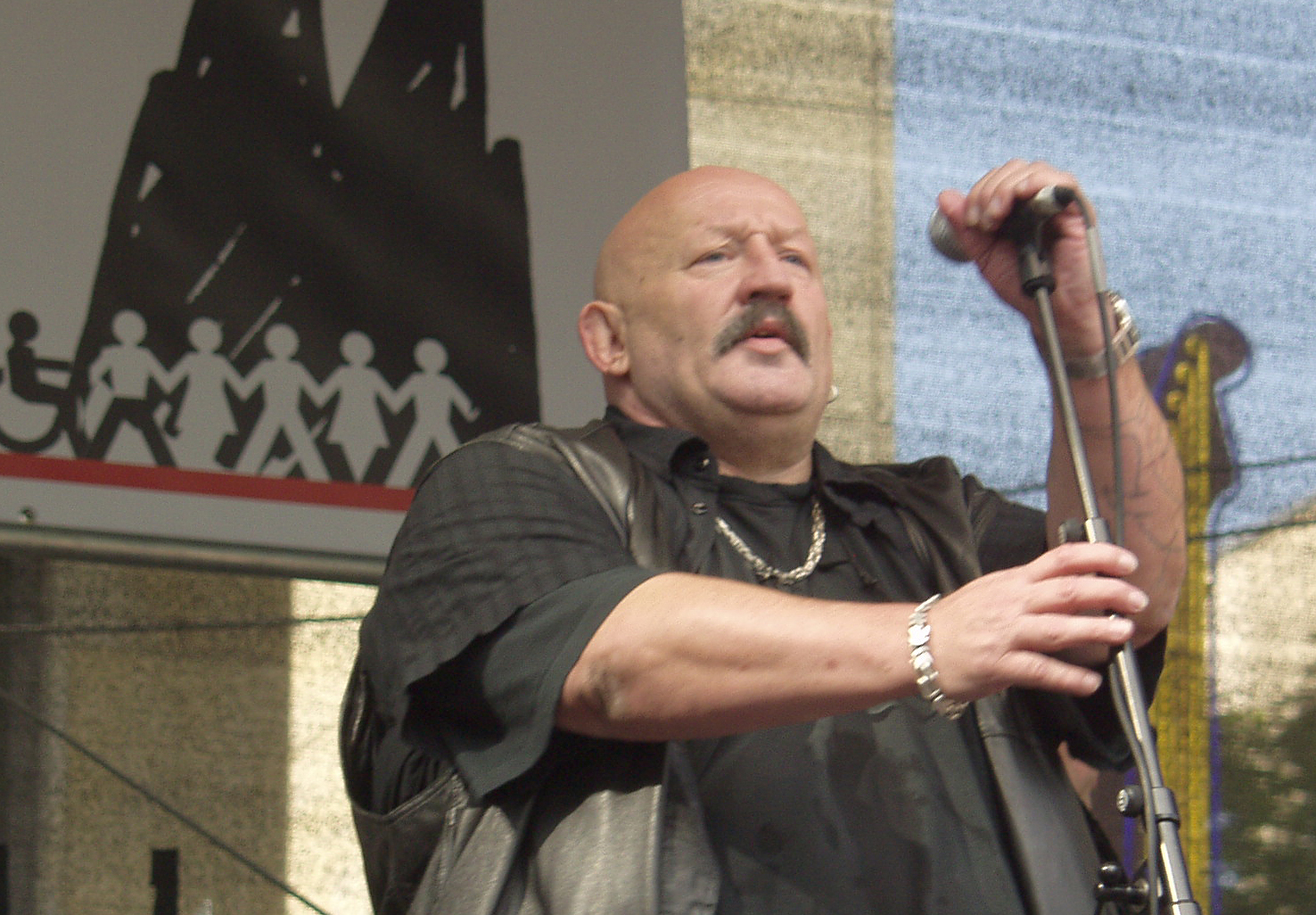
Jürgen Zeltinger (* 1949)

- Zeltinger, Paul (1921–1989), deutscher Widerstandskämpfer der ELAS gegen den Nationalsozialismus
- Zeltinis, Aleksandras (* 1951), litauischer Politiker
- Zeltner, Adam (1605–1653), Schweizer Bauernführer
- Zeltner, Eva (* 1931), Schweizer Psychologin und Autorin
- Zeltner, Franz Peter Alois († 1801), Solothurner Grossrat und Münzdirektor
- Zeltner, Gustav Georg (1672–1738), deutscher lutherischer Theologe
- Zeltner, Hermann (1903–1975), deutscher Philosoph
- Zeltner, Johannes (1805–1882), deutscher Fabrikant und Unternehmer, Ehrenbürger in Wittenberg
- Zeltner, Jürg (1967–2020), Schweizer ManagerJürg Zeltner (1967–2020)

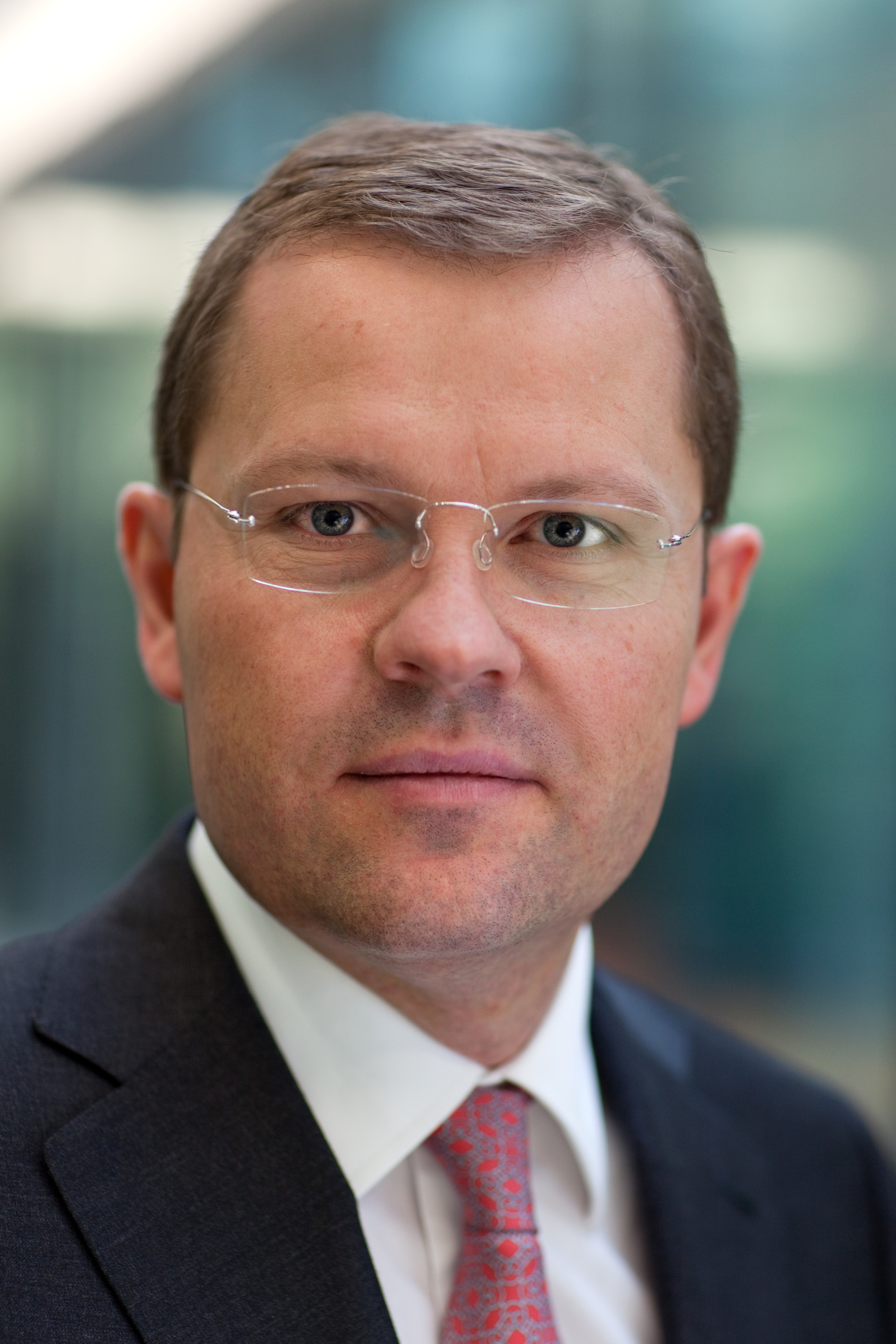
Jürg Zeltner (1967–2020)

- Zeltner, Max (1895–1953), Schweizer Heilpädagoge
- Zeltner, Peter Josef (1765–1830), Schweizer Offizier, Grossrat und Gesandter
- Zeltner, Philipp (1865–1946), deutscher Genremaler
- Zeltner, Tina (* 1992), österreichische Judoka
- Zeltner, Verena (1951–2022), deutsche Autorin von Kinder- und Jugendliteratur
- Zeltner, Xaver (1764–1835), Schweizer Offizier, Grossrat, Senator und Richter
- Zeltner-Neukomm, Gerda (1915–2012), Schweizer Romanistin und Literaturkritikerin
- Zeltserman, Dave (* 1959), US-amerikanischer Romanautor
- Zeltz, Wilhelm (1819–1890), deutscher Schiffbaumeister, Maschinen- und Schiffbauer

### Zelw
- Zelwecker, Franz (1911–1998), österreichischer Komponist und Dirigent

### Zelz
- Zelzer, Klaus (* 1936), österreichischer Altphilologe
- Zelzer, Maria (1921–1999), deutsche Historikerin und Archivarin
- Zelzer, Michaela (1939–2012), österreichische Altphilologin
- Zelzer, Robert (* 1967), österreichischer Dirigent